# Binga
Binga (port. Monte Binga) – góra w Afryce, będąca najwyższym szczytem Mozambiku. Wysokość to 2436 m n.p.m. Znajduje się na terenie Parku Narodowego Chimanimani.